# Трудолюбовка (Братский район)
Трудолюбовка (укр. Трудолюбівка) — село в Братском районе Николаевской области Украины.
Население по переписи 2001 года составляло 98 человек. Почтовый индекс — 55482. Телефонный код — 5131. Занимает площадь 0,393 км².

## Местный совет
55482, Николаевская обл., Братский р-н, с. Новоконстантиновка, ул. Мира, 44